# St.-Thomas-Kirche (Singen)

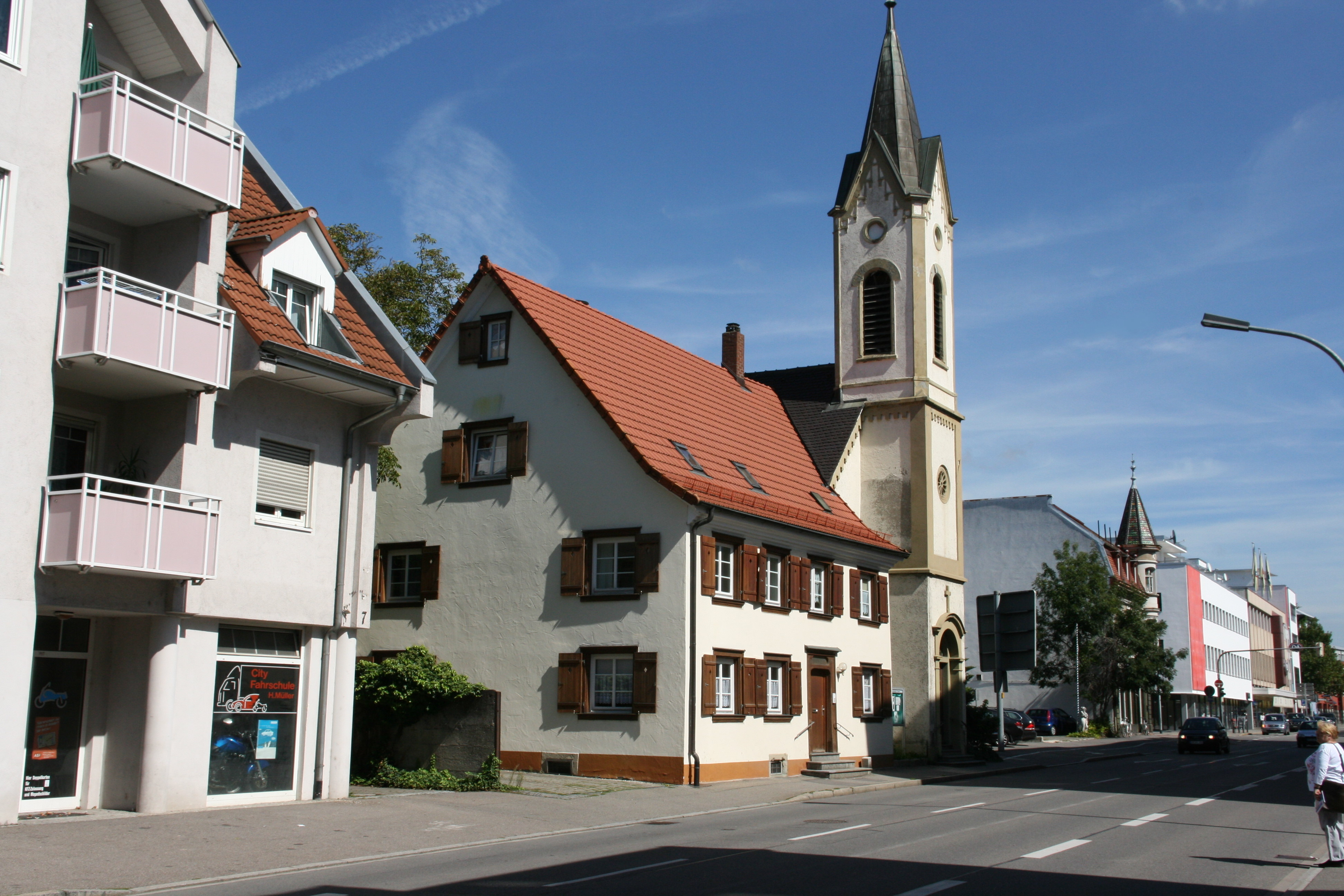
St.-Thomas-Kirche, Singen (Hohentwiel)

Die St.-Thomas-Kirche ist ein von der alt-katholischen Kirche genutztes Kirchengebäude in Singen (Hohentwiel).

## Geschichte
Die Kirche wurde 1864 als damals erste evangelische Kirche in Singen erbaut. Sie wurde 1917 von der alt-katholischen Gemeinde erworben und ist seitdem deren Pfarrkirche St. Thomas.

## Architektur und Ausstattung

### Bauform
Die St.-Thomas-Kirche ist eine neoromanische Saalkirche mit Eingangsturm und Satteldach. Sie ist als Einheitsraum einschiffig ohne Chor und mit rückseitiger Orgelempore ausgeführt. An die Kirche direkt angebaut ist das Pfarrhaus.

### Orgel
Die Orgel wurde 1887 von der Werkstatt Wilhelm Schwarz Orgelbau erbaut. Das Instrument hat acht Register verteilt auf ein Manual und Pedal. Die Spiel- und Registertrakturen sind mechanisch ausgeführt.
| Manual     |       |
| Prinzipal  | 8′    |
| Salicional | 8′    |
| Gedackt    | 8′    |
| Flöte      | 4′    |
| Oktave     | 4′    |
| Mixtur III | 2 ⁄3′ |

| Pedal    |     |
| Subbaß   | 16′ |
| Offenbaß | 8′  |

- Koppel: I/P
- Spielhilfe: Tutti (als Registerzug)

### Glocken
Im Turm der St.-Thomas-Kirche hängt ein dreistimmiges Geläut in der Motivbildung kleine Terz, große Sekunde, was dem Beginn des Te Deum entspricht.
| Nr. | Name               | Gussjahr | Gießer, Gussort       | Durchmesser (mm) | Masse (kg) | Schlagton (HT-1/16) |
| 1   | Ökumene-Glocke     | 1981     | Bachert, Karlsruhe    |                  | 210        | d2                  |
| 2   | Rosenlächer-Glocke | 1874     | Rosenlächer, Konstanz |                  | 117        | f2                  |
| 3   | Marienglocke       | 1981     | Bachert, Karlsruhe    |                  | 90         | g2                  |